# Александровка (Аркадакский район)
Алекса́ндровка — деревня в Аркадакском районе Саратовской области России. Входит в состав Краснознаменского сельского поселения.

## География
Высота над уровнем моря 230 метра.

## Уличная сеть
В деревне одна улица: ул. Александровка.

## Население
| 2010 |
| ---- |
| 34   |